# Филип Поптодоров
Филип Поптодоров (изписване до 1945 година: Филипъ попъ Тодоровъ) е български комунист, деец на Вътрешната македонска революционна организация (обединена).

## Биография
Филип Поптодоров е роден в сярското село Горно Броди, тогава в Османската империя, днес в Гърция. След пробива при Добро поле по време на Първата световна война се присъединява към възстаналите войници. През 1919 година заедно с Христо Брадински и Владимир Хаджимаринов подпомага дейността на БКП в Горноджумайско. По-късно се присъединява към ВМРО (обединена) и дружи с Методи Шаторов, Христо Калайджиев, Борис Михов, Божидар Митрев и Симеон Кавракиров. В края на 1944 година подписва „Апела към македонците в България“.